# Elektromonter pomiarów
Elektromonter pomiarów – pracownik, który wykonuje pomiary i nastawy aparatury kontrolno-pomiarowej na rozdzielniach niskiego, średniego i wysokiego napięcia.
Ponadto może się zajmować wykonywaniem pomiarów wszystkich wartości elektrycznych, takich jak: prąd, napięcie, moc, wartości izolacji, oporności itp. Może wykonywać pomiary stanu izolacji kabli energetycznych, wytrzymałości na przebicie. Lokalizuje miejsca uszkodzenia kabli energetycznych, teleinformatycznych. Wykonuje pomiary transformatorów, przekładników napięciowych, prądowych przekształtników prąd-napięcie i wielu innych urządzeń służących do odczytu wartości nieelektrycznych za pomocą przyrządów elektrycznych lub cyfrowych.